# Hylomantis lemur
Hylomantis lemur är en groddjursart som först beskrevs av George Albert Boulenger 1882.  Hylomantis lemur ingår i släktet Hylomantis och familjen lövgrodor. IUCN kategoriserar arten globalt som akut hotad. Inga underarter finns listade i Catalogue of Life.